# Ranstadt
Ranstadt est une municipalité allemande située dans le land de la Hesse et l'arrondissement de Wetterau.

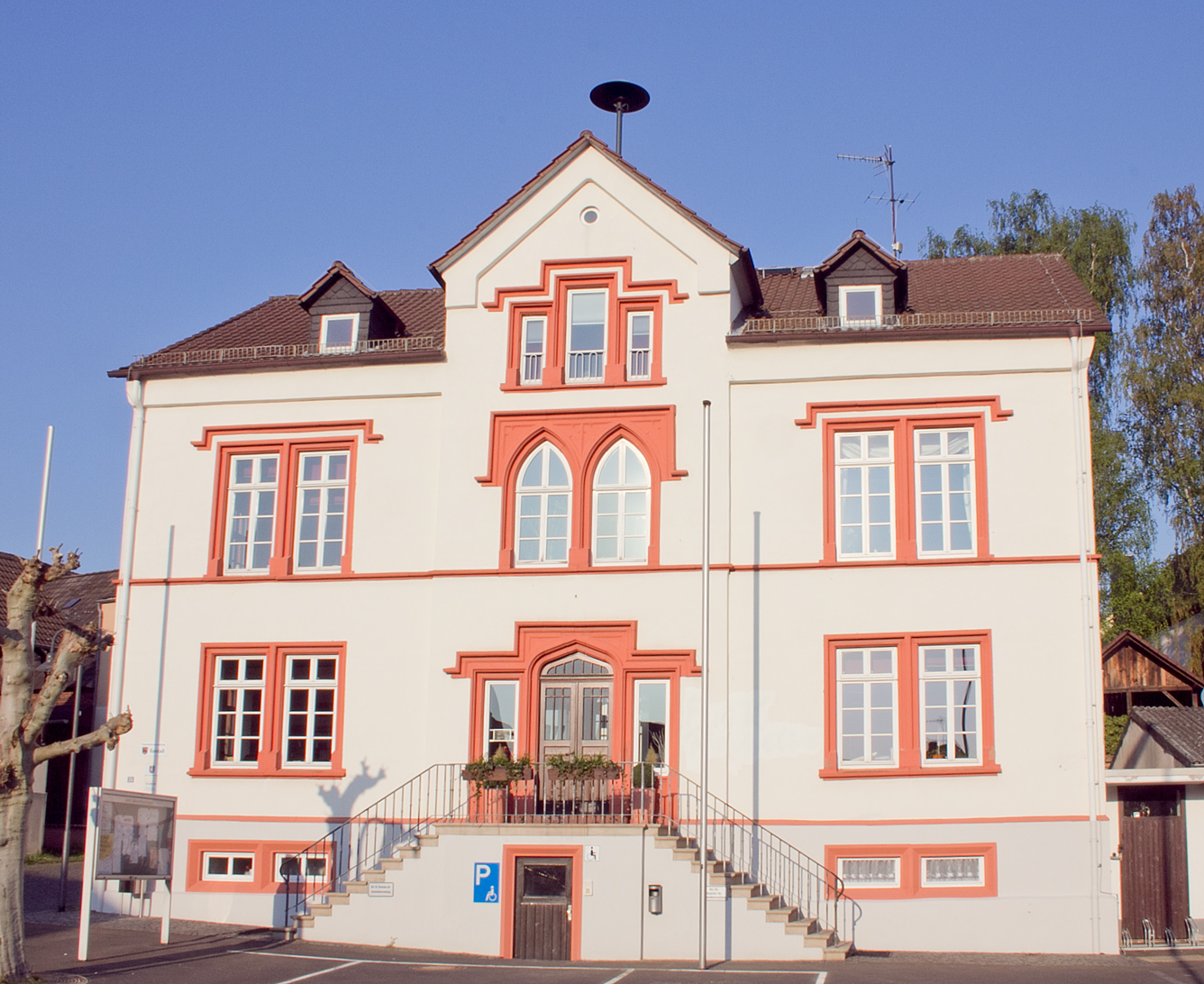
Mairie
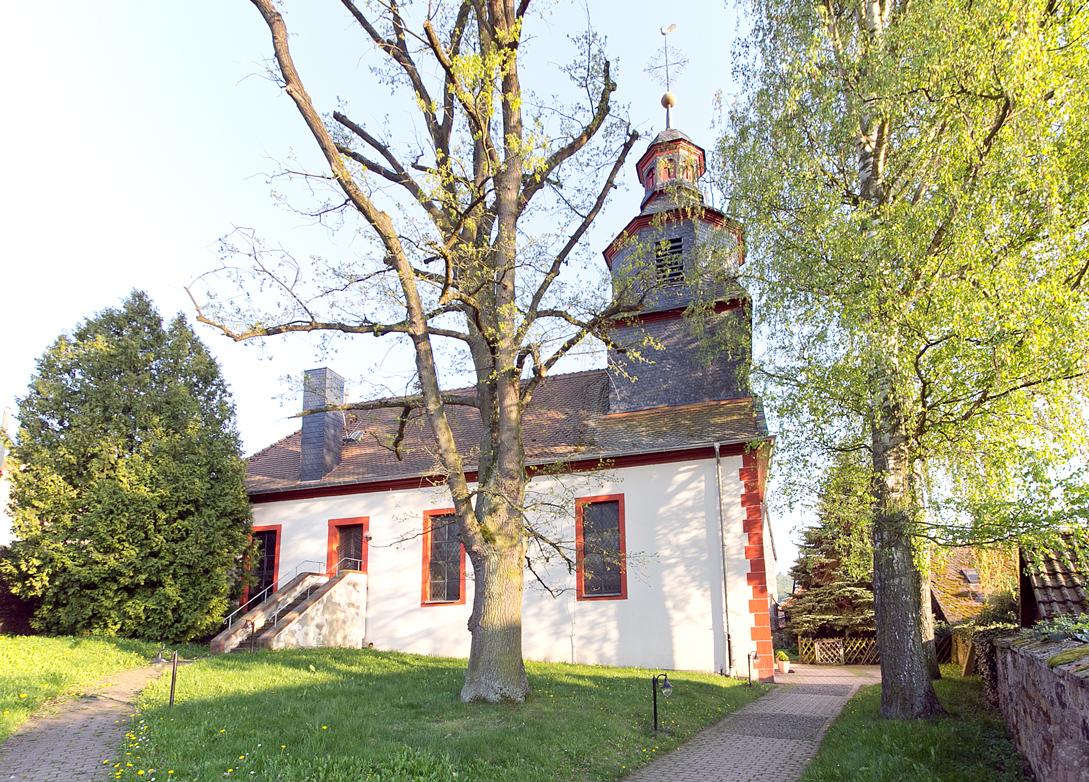
Église